# Antonio Vergara
Antonio Vergara (Frattaminore, 16 gennaio 2003) è un calciatore italiano, centrocampista del Napoli.

## Caratteristiche tecniche
Centrocampista offensivo mancino, è capace di giocare come trequartista, mezzala o esterno destro. Dotato di buona visione di gioco, inserimenti in area e qualità nel palleggio, può essere utile anche in fase di pressing.

## Carriera

### Club

#### Gli inizi
Muove i primi passi calcistici in alcune squadre locali dell'hinterland napoletano, ovvero la Scuola Calcio Frattese 2000, l'ASD Virtus Crispano e la Polisportiva F.lli Lodi. All'età di 11 anni entra nel settore giovanile del Napoli, compiendo tutta la trafila fino alla Primavera, con cui, nella stagione 2020-2021, conquista la promozione nel Campionato Primavera 1.

#### Prestiti alla Pro Vercelli e alla Reggiana
Nell'annata 2022-2023 viene girato in prestito alla Pro Vercelli, in Serie C, con cui gioca 34 partite in campionato, segnando 3 gol e fornendo 4 assist.  
Dopo aver fatto ritorno al Napoli, nell'estate del 2023 si trasferisce nuovamente in prestito, stavolta alla Reggiana, in Serie B; tuttavia, la sua stagione in maglia granata termina anzitempo a causa della rottura del legamento crociato anteriore, rimediata nel match di campionato del 16 settembre contro la Cremonese. Nonostante ciò, il 1º febbraio 2024 viene ufficializzato il rinnovo del prestito fino al 30 giugno 2025. Nell'annata successiva totalizza 32 presenze in campionato, realizzando 5 gol e 6 assist e venendo anche nominato MVP Under-23 del mese di agosto 2024 dalla Lega Serie B. Terminato il prestito agli emiliani, a fine stagione fa nuovamente ritorno al Napoli.

## Statistiche

### Presenze e reti nei club
Statistiche aggiornate al 1º luglio 2025.
| Stagione        | Squadra         | Campionato      | Campionato | Campionato | Coppe nazionali | Coppe nazionali | Coppe nazionali | Coppe continentali | Coppe continentali | Coppe continentali | Altre coppe | Altre coppe | Altre coppe | Totale | Totale |
| Stagione        | Squadra         | Comp            | Pres       | Reti       | Comp            | Pres            | Reti            | Comp               | Pres               | Reti               | Comp        | Pres        | Reti        | Pres   | Reti   |
| --------------- | --------------- | --------------- | ---------- | ---------- | --------------- | --------------- | --------------- | ------------------ | ------------------ | ------------------ | ----------- | ----------- | ----------- | ------ | ------ |
| 2022-2023       | Pro Vercelli    | C               | 34         | 3          | CI-C            | 1               | 0               | -                  | -                  | -                  | -           | -           | -           | 35     | 3      |
| 2023-2024       | Reggiana        | B               | 7          | 0          | CI              | 2               | 0               | -                  | -                  | -                  | -           | -           | -           | 9      | 0      |
| 2024-2025       | Reggiana        | B               | 32         | 5          | CI              | 1               | 0               | -                  | -                  | -                  | -           | -           | -           | 33     | 5      |
| Totale Reggiana | Totale Reggiana | Totale Reggiana | 39         | 5          |                 | 3               | 0               |                    | -                  | -                  |             | -           | -           | 42     | 5      |
| 2025-2026       | Napoli          | A               | -          | -          | CI              | -               | -               | UCL                | -                  | -                  | SI          | -           | -           | -      | -      |
| Totale carriera | Totale carriera | Totale carriera | 73         | 8          |                 | 4               | 0               |                    | -                  | -                  |             | -           | -           | 77     | 8      |